# Rhoptria collata
Rhoptria collata là một loài bướm đêm trong họ Geometridae.